# Lomela (rivière)
Ne pas confondre avec la localité et le territoire de  Lomela
La Lomela est une rivière de la république démocratique du Congo et un affluent du Busira, donc un sous-affluent du fleuve Congo.

## Géographie
Elle coule principalement du sud-est vers le nord-ouest traversant les districts des Sankuru et Tshuapa. Elle se joint à la rivière Tshuapa pour former la rivière Busira.